# Calle 183 (línea de la Avenida Jerome)
La  Calle 183  es una estación en la línea de la Avenida Jerome del Metro de Nueva York de la división A del Interborough Rapid Transit Company. La estación se encuentra localizada en Universty Heights en El Bronx entre la Calle 183 y la Avenida Jerome. La estación es servida en varios horarios por los trenes del Servicio .

## Enlaces externos

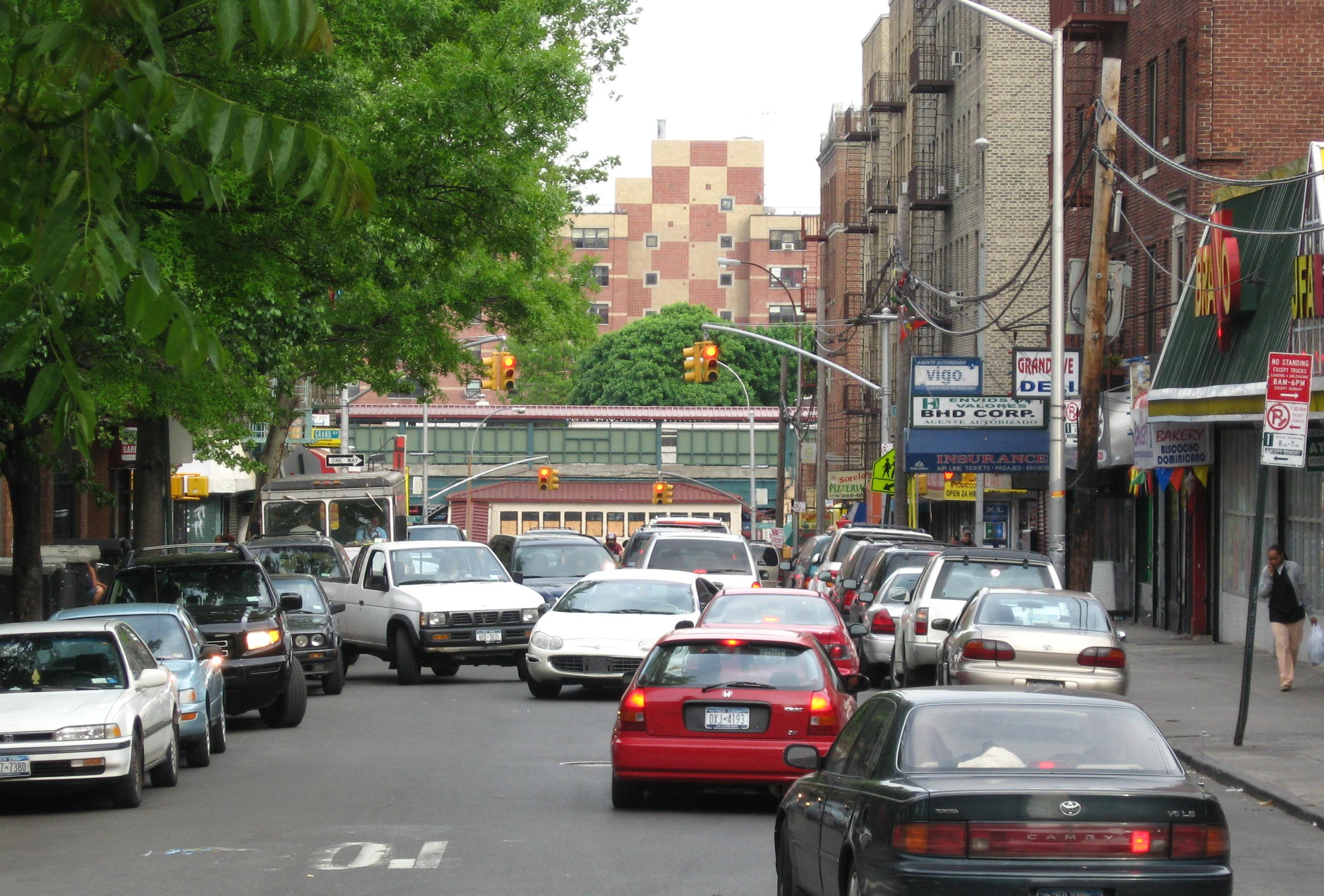
Lado occidental, a tres cuadras